# أو-لان جونز
أو-لان جونز (بالإنجليزية: O-Lan Jones)‏ هي ممثلة أمريكية، ولدت في 23 مايو 1950 بلوس أنجلوس في الولايات المتحدة.

## أعمال

### أفلام
- (1983) الرجال الحقيقيون
- (1990) إدوارد ذو الأيدي المقصات[4]
- (1994) قتلة بالفطرة[5][6][7]
- (1996) هجوم المريخ![8]
- (1998) عرض ترومان[9]
- (2016) منزل الآنسة بيرغرين للأطفال المميزين[10]

### مسلسلات
- الملفات الغامضة
- جاغ
- موردر

## وصلات خارجية
- أو-لان جونز على موقع IMDb (الإنجليزية)
- أو-لان جونز على موقع ألو سيني (الفرنسية)
- أو-لان جونز على موقع أول موفي (الإنجليزية)
- أو-لان جونز على موقع قاعدة بيانات الأفلام السويدية (السويدية)
- أو-لان جونز على موقع إن إن دي بي (الإنجليزية)
- أو-لان جونز على موقع قاعدة بيانات الفيلم (الإنجليزية)
- أو-لان جونز على موقع كينوبويسك (الروسية)